# شهرستان چومان
چومان ناحیه‌ای است در استان اربیل که با ایران هم مرز است. شهر اصلی آن چومان است.